# Jolanta Bryjak
Jolanta Maria Bryjak (ur. 1954) – polska biolożka. Absolwentka Uniwersytetu Warszawskiego Od 2013 profesor na Wydziale Chemicznym Politechniki Wrocławskiej.